# Sitios de los cristianos ocultos en la región de Nagasaki
Sitios cristianos ocultos en la región de Nagasaki ( en japonés: 長崎と天草地方の潜伏キリシタン関連遺産) es un grupo de doce lugares de las prefecturas de Nagasaki y Kumamoto relacionados con la historia del cristianismo en Japón. Las iglesias de Nagasaki son únicas en el sentido de que cada una cuenta una historia sobre el renacimiento del cristianismo tras un largo periodo de supresión oficial. 
Propuesta conjuntamente en 2007 para su inscripción en la Lista del Patrimonio Mundial de la UNESCO con arreglo a los criterios ii, iii, iv, v y vi, la propuesta nombrada en su momento Iglesias y Sitios Cristianos de Nagasaki en la Lista Tentativa, fue reconocida el 30 de enero de 2018 como Patrimonio de la Humanidad por la Unesco..
La candidatura inicial incluía 26 lugares; sin embargo, tras reconsiderarla, la Prefectura de Nagasaki redujo los monumentos a 13 lugares. Se reconocieron doce lugares. La preocupación por los lugares cristianos ocultos de la región de Nagasaki ha sido ampliamente debatida en la literatura académica. 

## El cristianismo en Japón
El cristianismo llegó a Japón en 1549 con el misionero jesuita Francisco Javier. Partiendo de Nagasaki, la nueva fe ganó muchos adeptos, entre ellos varios daimios. Toyotomi Hideyoshi y Tokugawa Ieyasu persiguieron a los que profesaban el cristianismo. Tras la rebelión de Shimabara de 1637-1638, la supresión oficial de las prácticas cristianas se combinó con una política de reclusión nacional que duró más de dos siglos. Con la llegada de las potencias occidentales y la reapertura de Japón en la década de 1850 y las reformas de la Restauración Meiji, se renovó la actividad misionera y resurgieron algunos cristianos ocultos. La catedral de Ōura de 1864 es la primera de las iglesias construidas en años posteriores. 
El 30 de junio de 2018, agradeciendo a la UNESCO por la admisión en la Lista del Patrimonio Mundial, el entonces Primer Ministro Shinzo Abe declaró públicamente que los Sitios Cristianos Ocultos "transmiten la 'forma' de una fe que es única en Japón y son verdaderamente incomparables en todo el mundo como patrimonio de la humanidad". 

## Monumentos
| Nombre | Ubicación         | Imágenes | Notas                       |
| --- | ----------------- | -------- | --------------------------- |
| Restos del Castillo Hara (原城跡?)                                                                         | Minamishimabara   |          | Sitio histórico             |
| Aldea Kasuga y Lugares Sagrados en Hirado (Aldea Kasuga y Monte Yasumandake) (平戸島の聖地と集落＝安満岳?) | Hirado            |          | Importante paisaje cultural |
| Aldea Kasuga y Lugares Sagrados en Hirado (Isla de Nakaenoshima) (平戸島の聖地と集落＝中江ノ島?)           | Hirado            |          | [ 8 ]                       |
| Pueblo Sakitsu en Amakusa (天草の﨑津集落?)                                                                | Amakusa, Kumamoto |          | Importante paisaje cultural |
| Pueblo Shitsu en Sotome (出津集落?)                                                                        | Nagasaki          |          |                             |
| Pueblo Ono en Sotome (大野集落?)                                                                           | Nagasaki          |          | Bien Cultural Importante    |
| Pueblos en la isla de Kuroshima (黒島の集落?)                                                              | Sasebo            |          | Bien Cultural Importante    |
| Restos de aldeas en la isla de Nozaki (野崎島の集落跡?)                                                    | Ojika             |          |                             |
| Pueblos de la isla de Kashiragashima (頭ヶ島の集落?)                                                       | Shin-Kamigotō     |          | Bien Cultural Importante    |
| Pueblos de la isla de Hisaka (久賀島の集落?)                                                               | Gotō              |          | Bien Cultural Importante    |
| Aldea de Egami en la isla de Naru (Iglesia de Egami y sus alrededores) (奈留島の江上集落?)                 | Gotō              |          | Bien Cultural Importante    |
| Iglesia de Ōura (大浦天主堂?)                                                                              | Nagasaki          |          | Tesoro Nacional             |

## Monumentos nominados anteriormente
La lista consta de sitios nominados anteriormente, pero que actualmente no están en la lista.
| Nombre                                                               | Fecha de finalización | Ubicación       | Tipo de construcción         | Comentarios              | Imagen |
| -------------------------------------------------------------------- | --------------------- | --------------- | ---------------------------- | ------------------------ | ------ |
| Antiguo seminario católico (旧羅典神学校?)                           | 1875                  | Nagasaki        | Entramado de madera Ladrillo | Bien Cultural Importante |        |
| Iglesia de Aosagaura (青砂ヶ浦天主堂?)                               | 1910                  | Shinkamigotō    | Ladrillo                     | Bien Cultural Importante |        |
| Recuerdos del padre Marc Marie de Rotz (ド・ロ神父遺跡?)             |                       | Nagasaki        |                              |                          |        |
| Antiguo Centro de Ayuda de Shitsu (旧出津救助院?)                    |                       | Nagasaki        |                              | Bien Cultural Importante |        |
| Iglesia de Dōzaki (堂崎教会?)                                        | 1907                  | Gotō            | Ladrillo                     |                          |        |
| Iglesia de Hōki (宝亀教会?)                                          | 1899                  | Hirado          | Madera/Ladrillo              |                          |        |
| Cementerio cristiano (吉利支丹墓碑?)                                 |                       | Minamishimabara |                              | Sitio histórico          |        |
| Lugar del martirio de los 26 santos de Japón (日本二十六聖人殉教地?) | 1864                  | Nagasaki        |                              |                          |        |
| Sitio de Iglesia de Santo Domingo (サント・ドミンゴ教会跡?)          | 1609                  | Nagasaki        |                              |                          |        |
| Catedral Urakami (浦上天主堂?)                                       | 1959                  | Nagasaki        | Concreto armado              |                          |        |
| Antigua residencia del Arzobispo (旧大司教館?)                       | 1914                  | Nagasaki        |                              |                          |        |
| Iglesia de Kaminoshima (神ノ島教会?)                                 | 1897                  | Nagasaki        | Ladrillo                     |                          |        |
| Iglesia de Kurosaki (黒崎教会?)                                      | 1920                  | Nagasaki        | Ladrillo                     |                          |        |
| Iglesia de Himosashi (紐差教会?)                                     | 1929                  | Hirado          | Concreto armado              |                          |        |
| Iglesia de Ōso (大曾教会?)                                           | 1916                  | Shinkamigotō    | Ladrillo                     |                          |        |

## Énlaces externos
- Esta obra contiene una traducción  derivada de «Hidden Christian Sites in the Nagasaki Region» de Wikipedia en inglés, publicada por sus editores bajo la Licencia de documentación libre de GNU y la Licencia Creative Commons Atribución-CompartirIgual 4.0 Internacional.

- Datos: Q93643
- Multimedia: Hidden Christian Sites in the Nagasaki Region / Q93643